# 加里森 (肯塔基州)
加里森（英語：Garrison）是位於美國肯塔基州劉易斯縣的一個人口普查指定地區。

## 人口
根據2020年美國人口普查的數據，加里森的面積為7.15平方千米，當中陸地面積為6.98平方千米，而水域面積為0.17平方千米。當地共有人口731人，而人口密度為每平方千米102.24人。